# NGC 3756
NGC 3756 (również PGC 35931 lub UGC 6579) – galaktyka spiralna z poprzeczką (SBbc), znajdująca się w gwiazdozbiorze Wielkiej Niedźwiedzicy. Odkrył ją William Herschel 14 kwietnia 1789 roku.
W galaktyce tej zaobserwowano supernową SN 1975T.